# Monika Roth
Monika Roth (* 1951) ist eine Schweizer Juristin, Hochschullehrerin und Richterin. Sie ist Expertin und Autorin in den Bereichen Compliance, Corporate Governance und Finanzmarktrecht.

## Leben
Monika Roth studierte von 1971 bis 1975 Jura an der Universität Basel und schloss dort mit dem Lizenziat ab. 1981 legte sie das Advokaturexamen ab. 1994 erhielt sie das Diplom der Swiss Banking School, 2004 wurde sie zum Dr. iur. promoviert. 1978 bis 1984 war sie Gerichtsschreiberin und Konkursverwalterin am Zivilgericht Basel-Stadt und 1984 bis 1993 Juristische Sekretärin der Schweizerischen Bankiervereinigung Basel. Von 1993 bis 1997 war sie beim Schweizerischen Bankverein Vizedirektorin in einem Konzernleitungsstab und von 1997 bis 1998 bei KPMG stellvertretende Direktorin und Leiterin Business Development. 1993 bis 2011 war sie Steuerrichterin im Kanton Basel-Landschaft. Seit 2000 ist sie als Strafrichterin tätig, seit 2010 ist sie Vizepräsidentin des Strafgerichts im Kanton Basel-Landschaft. Seit 1998 ist sie Partnerin von Roth the matchmakers und der Kanzlei Roth Schwarz Roth in Binningen (BL) sowie Gesellschafterin der Fintegrity GmbH, Bern.
Von 2007 bis 2020 war sie Professorin an der Hochschule Luzern. Als Studienleiterin verantwortet sie Diploma of Advanced Studies (DAS) Compliance Management am Institut für Finanzdienstleistungen Zug (IFZ). Von 2007 bis 2017 war Roth Mitglied des Verwaltungsrates von Ethos Services AG, Genf, von dem sie unter Protest zurücktrat. Sie ist Mitglied des Compliance-Ausschusses des Schweizerischen Nationalfonds und Co-Präsidentin des Initiativkomitees der Konzernverantwortungsinitiative.
Roth hat mehrere Bücher und zahlreiche Artikel zu Compliance, zu Corporate Governance und zum Finanzmarktrecht verfasst. Sie ist Autorin zahlreicher Zeitungs- und Zeitschriftenartikel, so schreibt sie u. a. regelmässig eine Kolumne für die Luzerner Zeitung.

## Veröffentlichungen (Auswahl)
- Compliance – der Rohstoff von Corporate Social Responsibility. Dike, Zürich 2014.
- Anlageberatung und Vermögensverwaltung (= in a nutshell). Dike, Zürich 2013.
- Das Dreiecksverhältnis Kunde – Bank – Vermögensverwalter. Treue- und Sorgfaltspflichten in Anlageberatung und Vermögensverwaltung. 2. Auflage, Dike, Zürich 2013 (1. Auflage 2007).
- Kompetenz und Verantwortung: Non-Compliance als strategisches Risiko. Dike, Zürich 2012.
- Compliance (= in a nutshell). Dike, Zürich 2011.
- Compliance – Voraussetzung für nachhaltige Unternehmensführung. Ein branchenübergreifendes und interdisziplinäres Handbuch mit Fallstudien. Dike, Zürich 2010.
- als Herausgeberin: Close up on Compliance. Recht, Moral und Risiken – Nahaufnahmen zu Compliance Management und Governance-Fragen. Dike, Zürich 2009.
- Die Spielregeln des Private Banking in der Schweiz. Finanz und Wirtschaft, Zürich 2009.
- als Herausgeberin: Corporate Governance und Compliance. Eine Fallstudie mit Glossar. Dike, Zürich 2009.
- mit Mario Erni: Regulation und Reputation. Der Finanzplatz Schweiz und die Compliance seiner Unternehmen. Dike, Zürich 2008.
- Good Corporate Governance: Compliance als Bestandteil des internen Kontrollsystems. Dike, Zürich 2007.
- Compliance als Weiterentwicklung und Fortführung des Qualitätsmanagement (= To Do the Right Things Right). Verlag Schulthess, Zürich 2003.